# Бучин (Жосень, Харгіта)
Бучин (рум. Bucin) — село у повіті Харгіта в Румунії. Входить до складу комуни Жосень.
Село розташоване на відстані 255 км на північ від Бухареста, 46 км на північний захід від М'єркуря-Чука, 139 км на схід від Клуж-Напоки, 115 км на північ від Брашова.

## Населення
За даними перепису населення 2002 року у селі проживали 4 особи.